# Tipula macra
Tipula macra är en tvåvingeart som beskrevs av Evgenyi Nikolayevich Savchenko 1961. Tipula macra ingår i släktet Tipula och familjen storharkrankar. Inga underarter finns listade i Catalogue of Life.